# Chiesa di San Francesco (Matelica)

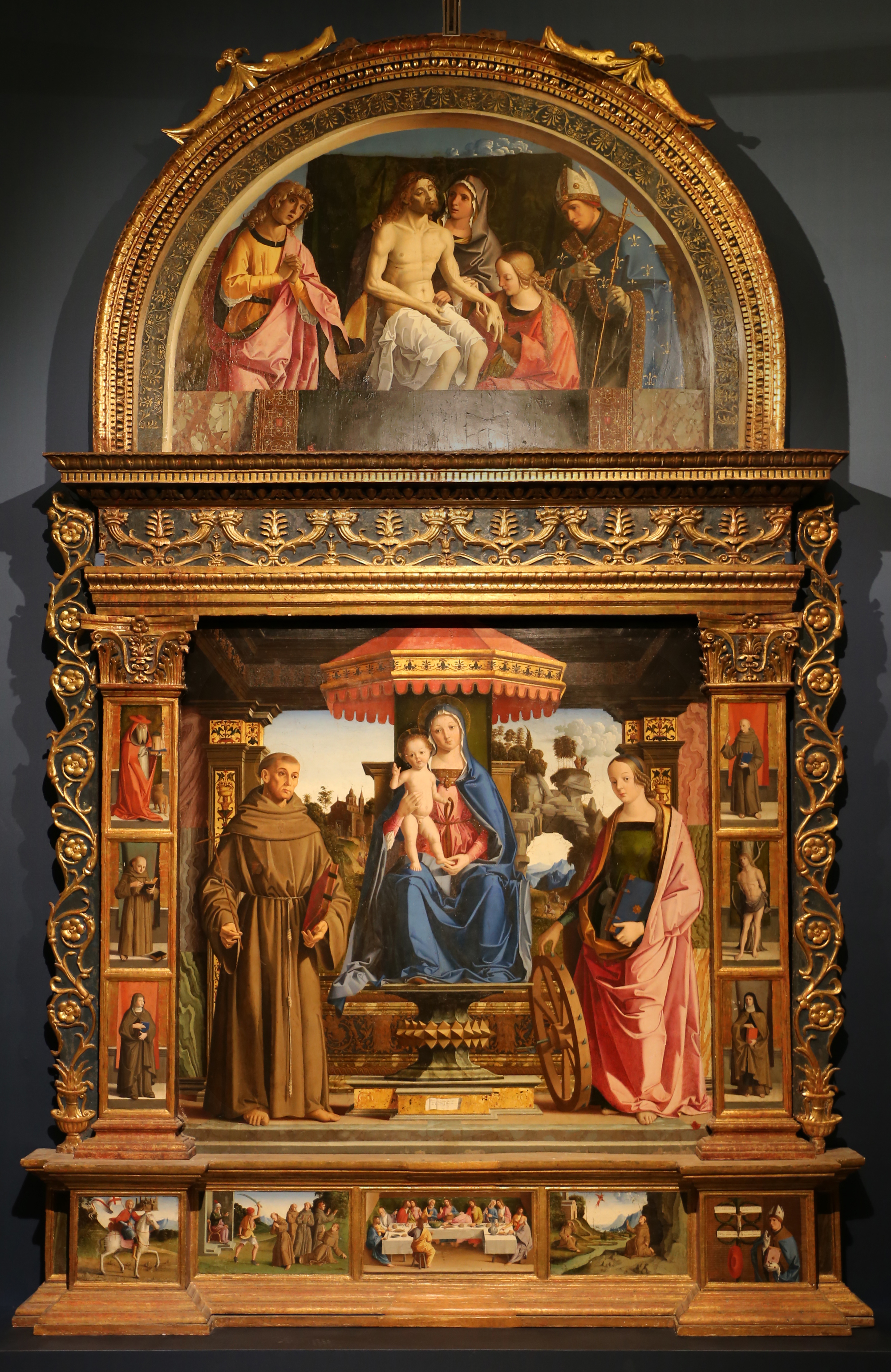
Marco Palmezzano, Madonna col Bambino e Santi, 1501

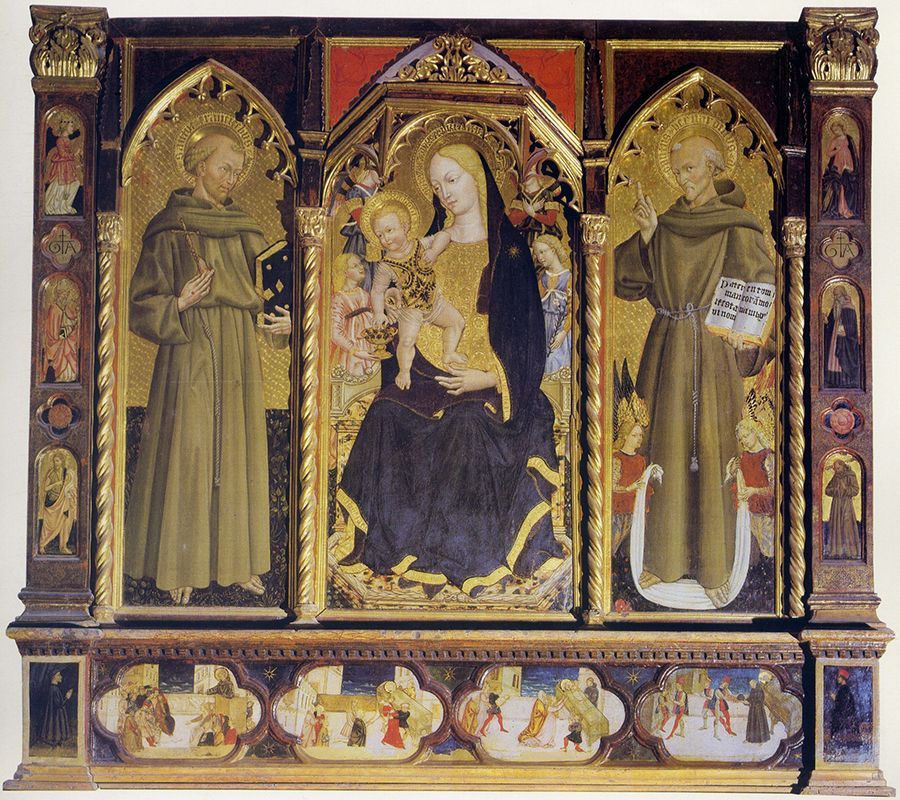
Luca di Paolo da Matelica, Trittico Attucci, 1470

La chiesa di San Francesco è un edificio religioso che si trova a Matelica, in via San Francesco. 

## Storia e Descrizione
I frati minori giunsero a Matelica fin dal secolo XIII e tra di essi vi era il beato Gentile da Matelica. L'edificio primitivo fu realizzato tra il 1240 e il 1260 in stile romanico, come si arguisce dal portale e dalla trifora, ora nascosta dietro l'attico. Tra gli anni sessanta e settanta del Cinquecento la chiesa fu interessata da una vasta campagna decorativa tesa a modernizzarla in senso riformato. 
Alla metà del Settecento la chiesa fu completamente ristrutturata. Anche l'attuale prospetto fu rimaneggiato in quel periodo. La scalinata esterna è stata realizzata nel 1970. La chiesa è stata seriamente danneggiata dal terremoto del 2016. Il cantiere del suo restauro è stato approntato l'11 maggio 2022.
L'interno presenta un'unica navata con cappelle laterali, di un leggero gusto tardo barocco (prima metà del Settecento), e custodisce notevoli opere d'arte: confessionali in noce a colonnine tortili del Seicento, la Via Crucis, eseguita tra il 1740 e il 1750, medaglioni dei primi decenni dell'Ottocento, attribuiti al francescano padre Antonio Favini (1749-1843). 
Le cappelle conservano ancora buona parte dell'arredo antico, precedente alla ristrutturazione settecentesca e che si può raggruppare in due fasi: una risalente al pieno rinascimento, tra tardo Quattrocento e primo Cinquecento, e l'altra di carattere manierista e riformata, realizzata tra gli anni sessanta e gli anni ottanta del Cinquecento.
La pala di Ercole Ramazzani al primo altare a destra raffigurante La Liberazione delle anime del Purgatorio, nella prima cappella a destra, è una delle opere che incarnano la fase di rinnovamento controriformato dell'apparato decorativo della chiesa che iniziò il decennio precedente con le opere dei De Magistris nelle cappelle di sinistra. La tela, firmata e datata 1586, come informa l'iscrizione all'altare, fu commissionata da Cesarea Varani da Camerino in suffragio del defunto consorte Anton Maria Ottoni, contestato e turbolento signore della città morto nel 1564, ed era nella cappella Ottoni, la terza a destra. L'opera unisce la raffigurazione canonica e dottrinaria del Purgatorio con quella della devozione privata raffigurata dalla presenza della clarissa beata Camilla Battista Varani, venerabile di famiglia, e piega i modelli del Lotto (visibili nella parte alta) ad una devozione controriformata non priva di accenti visionari.
Marco Palmezzano firmò e datò nel 1501 la grande pala all'altare in origine all'altare maggiore ed ora nella seconda cappella destra raffigurante la Madonna col Bambino sul trono tra San Francesco d’Assisi e Santa Caterina d’Alessandria, la Pietà tra Santi nella lunetta, vari Santi nei pilastrini laterali, e Sant’Adriano, il Martirio dei frati francescani in Marocco, l'Ultima Cena, San Francesco d’Assisi riceve le stimmate, e San Bonaventura nella predella. La pala racchiusa in una sontuosa incorniciatura classicheggiante, pensata per il dipinto e realizzata insieme ad esso, eccezionale poiché completa in ogni sua parte, compresi alcuni dettagli come i quattro delini sull’arco esterno della lunetta, i pilastrini dipinti e gli elementi decorativi laterali, è una delle più importanti in chiesa tra quelle rinascimentali. L'opera fu voluta, se non direttamente commissionata, da frate Giorgio di Giacomo, per molto tempo guardiano della chiesa, menzionato anche nell'iscrizione alla base del trono, che fortemente volle l'ammodernamento in senso rinascimentale della chiesa, occupandosi anche della commissione della Madonna della Rondine a Crivelli. Il complesso pittorico, straordinario per imponenza, preziosità e conservazione, ebbe un notevole impatto sull'arte marchigiana specie dell'interno, e mostra la sua ispirazione all’opera pesarese di Bellini nella sua composizione generale, ma soprattutto alla Madonna della Rondine di Crivelli che era nella stessa chiesa per la parte inferiore ed anche per l'aspetto sontuoso e prezioso. La spazialità ampia è ancora belliniana ma alcuni dettagli di illusionismo spaziale sono un insegnamento di Melozzo mentre ancora a Bellini e agli altri pittori veneziani rimanda la luce tersa e la luminosità del colore.
La terza cappella, della famiglia Razzanti, ospita affreschi e tele secentesche variamente attribuite. La tela all'altare destra con il San Francesco di Paola e il miracolo della fornace è stata attribuita a Giovanni Serodine e datata al 1623-1625, ma anche al marchigiano Giovan Battista Foschi. Forse a questi stessi artisti o a maestri ticinesi tra i quali ci potrebbe essere anche il giovane Borromini è attribuita anche la decorazione a stucco della volta mentre al Foschi sono stati attribuiti gli affreschi con Storie della Vergine. La pala alla parete sinistra con San Francesco Saverio è attribuita a Giovan Battista Foschi o a Giuseppe Puglia.
Luca di Paolo da Matelica eseguì nel 1470 il trittico visibile nella quarta cappella con la Madonna col Bambino, san Francesco e san Bernardino in gloria, con nella predella storie di san Bernardino, in ottimo stato di conservazione e completo di tutte le parti, compresi i pilastrini laterali e la predella narrante Storie di San Bernardino. La data di esecuzione era riportata nell’iscrizione che, seppur perduta in buona parte, è tramandata dalle fonti, e nella stessa si leggevano anche i nomi dei fratelli Filippo e Francesco di Giacomo Attucci, committenti dell'opera. La pala rappresenta una fase matura del pittore: la ricchezza e la sapiente lavorazione delle decorazioni sull'oro e sull'argento, di gusto ancora tardogotico e gentiliano, si unisce in quest'opera a nuovi elementi di gusto rinascimentale: la carpenteria, nonostante gli archi acuti dei singoli scomparti, termina con una cornice orizzontale, lo stesso prato fiorito abitato dai due santi e dalla Madonna col Bambino dà unitarietà spaziale alla composizione e le figure mostrano un nuovo naturalismo.
Purtroppo assente dal 1862 (ed oggi alla National Gallery di Londra) è invece la pala della Madonna della Rondine o Pala Ottoni dal nome della famiglia committente, di Carlo Crivelli, del 1490.
Ercole Ramazzani dipinse anche le tele per la cappella successiva: una con la Allegoria dell'Immacolata Concezione, dipinta nel 1573, ed un'altra alla parete destra raffigurante una Ascensione del 1574, molto rovinata. Alla parete opposta è collocata una tavola firmata e datata 1512 da Eusebio da San Giorgio con la Madonna col Bambino in trono tra i Santi Giovanni Evangelista, Andrea, Antonio da Padova, Nicola da Tolentino e Giovannino, eseguita per il ricco mercante Dionisio di Pietro di Berto (più tardi Periberti) che, non essendo nobile, fece apporre al centro in basso non uno stemma, ma il logo della sua azienda, cioè il marchio del suo fondaco. La pala, anch'essa ancora nella carpenteria intagliata e dorata originale abbastanza ben conservata, rappresenta l'apertura del pittore peruginesco umbro, spesso influenzato dal Pinturicchio, verso un cauto raffaellismo, visibile in alcune citazioni dalle opere dell'urbinate, in un maggiore sfumato chiaroscurale e in una maggiore ariosità spaziale.
L'altare maggiore è sormontato da un grande arco pertinente alla primitiva costruzione della chiesa. Sulle pareti del retrostante coro sono interessanti frammenti di affreschi di scuola giottesco-marchigiana con Storie della vita di san Francesco attribuiti a Allegretto Nuzi. 
Le grandi pale firmate da Simone e Giovan Francesco De Magistris al quinto e al quarto altare sinistro inaugurano la serie di pale controriformate di cui fu dotata la chiesa a partire dai tardi anni sessanta del Cinquecento. La tela del Martirio di Santo Stefano posta, ancora nella sua cornice originale, nella cappella più vicina al presbiterio, è firmata e datata nel 1569, ed è un dipinto di variegata cultura romana, ma di tono leggermente arcaico, fino all'uso dell'oro per la dalmatica del diacono. Pochi anni prima i due fratelli De Magistris dipinsero l'Adorazione dei Magi datata 1566, completata da una grande e sontuosa cornice lignea, e probabilmente eseguita prevalentemente da Simone, data la qualità leggermente inferiore all'altra. La seconda cappella sinistra ospita una tela con la Crocifissione dipinta da Durante Nobili nel 1569, derivazione quasi puntuale da quella del suo maestro Lorenzo Lotto del 1531 a Monte San Giusto. La cornice coeva comprende due Angeli musicanti negli sguanci in alto, due busti di San Rocco e di San Longino nei plinti e la Resurrezione, la Deposizione e la Discesa al Limbo nella predella, la cui qualità è stata notata più alta di quella della scena principale, tanto da far ipotizzare che siano opere di Lorenzo Lotto. La prima cappella ospita una tela con la Madonna col Bambino e Santi di Simone Cantarini.
Adiacente alla chiesa è il Chiostro, risalente alla fase originaria duecentesca del complesso, mentre il convento fu riedificato nel Seicento, come attesta un'iscrizione su un muro esterno di esso. Nel chiostro si trova la Cappella della Passione, affrescata da Simone De Magistris con Storie della Passione datate 1569, che rappresentano per il pittore il momento di passaggio ad una fase matura ed autonoma. La volta presenta al centro il Cristo nell'orto degli ulivi inserita in una cornice dorata, i cui effetti luministici dimostrano la conoscenza del Lotto e la sprezzatura pittorica la maturità artistica acquisita sui modelli veneti e la vicinanza col trittico marchigiano di El Greco. La parete di fondo è interamente occupata dalla Crocifissione.